# Монтепульчано д’Абруццо
Не путать с Вино Нобиле ди Монтепульчано

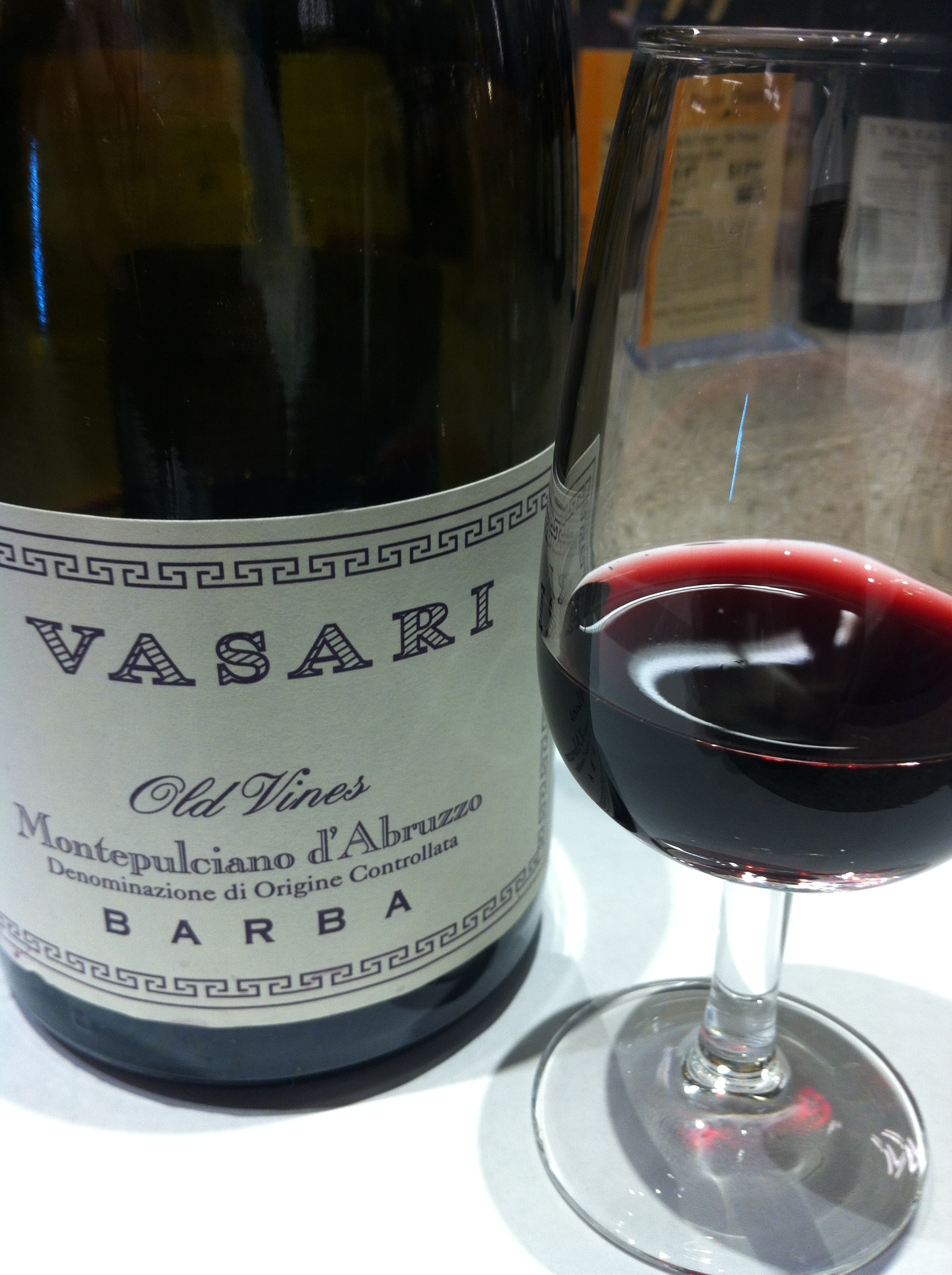

Монтепульчано д’Абруццо (итал. Montepulciano d'Abruzzo) — итальянское сухое красное вино, производимое в области Абруццо. Производится из одноимённого сорта винограда монтепульчано (не менее 90 %) с добавлением винограда санджовезе (около 10 %). В 1968 года вино имеет категорию DOC. С 2003 года вина, выдержанные не менее двух лет, из которых 1 год в бочке, имеют право на получение категории Montepulciano d’Abruzzo Colline Teramane DOCG.
Сорт винограда монтепульчано, выращиваемый в окрестностях Сульмоны, известен со Средних веков; упоминается в трудах по сельскому хозяйству и виноделию Италии, изданных в XIX веке. После Второй мировой войны он активно распространялся вдоль всего Адритатического побережья Абруццо, стал самым популярным сортом винограда в провинции, а также хорошо известен в соседних регионах — Марке, Молизе, Умбрии. Согласно требованиям Montepulciano d’Abruzzo DOC, виноградники должны располагаться на высотах до 500 метров над уровнем моря, для южных склонов допускается высота до 600 метров. В зону включены виноградники всех четырёх провинций Абруццо — Кьети, Л’Аквила, Пескара и Терамо. Вино имеет тёмно-рубиновый цвет, умеренную танинность.